# ハッピーサプライズ
「ハッピーサプライズ」は、なにわ男子の3rdシングル。2022年11月16日にジェイ・ストームから発売された。

## 概要
本作のリリースはグループ結成4周年にあたる2022年10月6日夜に大西発案で行われたインスタライブ「＃なにわ男子結成4周年インライ」で、“ハッピーなサプライズ”としてメンバーから直接発表された。初回限定盤1（DVD/Blu-ray）、初回限定盤2（DVD/Blu-ray）、通常盤で発売。
「ハッピーサプライズ」はグループにとって初のウィンターソング。一度聴いたら忘れられないキャッチーなメロディのきらきらした疾走感が溢れるラブソングで、大西は「僕たちらしいわちゃわちゃした楽曲」であると述べている。10月6日のインスタライブ配信後には「Recording Movie」がYouTubeチャンネルにいち早く公開された。西畑はサビ最後の“ハッピーサプライズ”の部分で口チャックをする振付が可愛くてファンも真似しやすいポイントであると述べている。10月27日の19時28分には「Official Music Video YouTube ver.」がYouTubeでプレミア公開された。冬の歌詞でありながら花吹雪が舞い、終盤まで雪が出てこないという演出が施されており、ファンからはメンバーのビジュアルとともに「王道キラキラソング」とアイドルらしいウィンターソングに称賛の声が寄せられた。この他「Dance ver.」や「YouTube Original LIP ver.」も公開され、11月26日時点で4作合わせて計1000万回再生を突破していた。
「令和の新定番クリスマスソング誕生！」と銘打った各盤共通のカップリング曲である「#MerryChristmas」（読み：ハッシュメリークリスマス）は、なにわ男子が出演する「ローソン クリスマスキャンペーン」のCMソングとなっている。11月7日に公開されたMVは、公開から1か月足らずで350万回に迫る再生数を記録。メイキングと共に初回限定盤2に収録されたが、フジテレビではMV撮影に密着した『連続ドキュメンタリー RIDE ON TIME』が11月18日に放送された。

## 特典
初回限定盤1
- 先着特典（CDショップ/オンラインショップ）：オリジナル・A4クリアファイル ハッピーサプライズ絵柄①
- 先着特典（ローソン・ミニストップ Loppi端末またはHMV全店（HMV & BOOKS onlineを含む））：オリジナル・A4クリアファイル（ローソン ウチカフェでハピろー! Ver.）
- 封入特典：12P中綴じブックレット

初回限定盤2
- 先着特典（CDショップ/オンラインショップ）：オリジナル・A4クリアファイル ハッピーサプライズ絵柄②
- 先着特典（ローソン・ミニストップ Loppi端末またはHMV全店（HMV & BOOKS onlineを含む））：オリジナル・A4クリアファイル（ローソン クリスマスキャンペーン Ver.①）
- 封入特典：12P中綴じブックレット

通常盤
- 先着特典（CDショップ/オンラインショップ）：なにわ男子からあなたに#MerryChristmasカード（#MerryChristmas絵柄&ボイス）
- 先着特典（ローソン・ミニストップ Loppi端末またはHMV全店（HMV & BOOKS onlineを含む））：なにわ男子からあなたに#MerryChristmasカード（ローソン クリスマスキャンペーン Ver.②絵柄&限定ボイス）
- 封入特典：3面6P歌詞カード

## 収録曲

### CD

#### 初回限定盤1
1. ハッピーサプライズ
作詞・作曲：敬也-amazuti-（KEYTONE）、編曲：amazuti（KEYTONE）
  - なにわ男子出演 サンスター Ora2 meシリーズ「くちもとビューティーでSmile!」篇CMソング[34]
2. #MerryChristmas
作詞：坂室賢一、作曲：坂室賢一・佐原康太、編曲：佐原康太
  - 「ローソン クリスマスキャンペーン」CMソング[28]
3. Flower in the snow
作詞：松原さらり、作曲・編曲：南田健吾
4. ハッピーサプライズ（オリジナル・カラオケ）
5. #MerryChristmas（オリジナル・カラオケ）
6. Flower in the snow（オリジナル・カラオケ）

#### 初回限定盤2
1. ハッピーサプライズ
2. #MerryChristmas
3. 冬がくれたたからもの
作詞：松井五郎、作曲：馬飼野康二、編曲：生田真心
4. ハッピーサプライズ（オリジナル・カラオケ）
5. #MerryChristmas（オリジナル・カラオケ）
6. 冬がくれたたからもの（オリジナル・カラオケ）

#### 通常盤
1. ハッピーサプライズ
2. #MerryChristmas
3. One Pocket
作詞：Funk Uchino、作曲：Kyosuke Yamanaka・Funk Uchino・さいとう涼・Masatake Hirota、編曲：ha-j
ミディアムバラード[27]。
4. 君に恋をした
作詞・作曲：youth case、編曲：佐々木博史

### DVD/Blu-ray
初回限定盤1
- 「ハッピーサプライズ」Music Video & Making

初回限定盤2
- 「#MerryChristmas」 Music Video & Making

## チャート成績
初週売上51.6万枚を記録し、2022年11月22日発表のオリコン週間シングルランキングで初登場1位を獲得。デビューシングル「初心LOVE」、セカンドシングル「The Answer/サチアレ」に続き、「デビュー（1st）シングルから3作連続初週売上50万枚超え」はオリコン史上初となった。
また、Billboard JAPANでは初週517,381枚を記録し、同年11月23日公開の「Top Singles Sales」で1位を獲得した。